# Həsənli (Sabirabad)
Həsənli è un comune dell'Azerbaigian situato nel distretto di Sabirabad. Conta una popolazione di 881 abitanti.